# Królik (Kubuś Puchatek)
Królik (ang. Rabbit) – postać fikcyjna występująca w obu częściach przygód Kubusia Puchatka autorstwa A.A. Milne’a oraz filmach i książkach stworzonych na ich podstawie.
Ma żółte futro (w niektórych wersjach filmowych jest ono zielone) i długie uszy.
Niecierpliwy, zorganizowany, pedantyczny, lojalny, rozsądny, odpowiedzialny, konsekwentny, rozgarnięty, arogancki, samolubny, sprytny, przebiegły, pracowity, pomocny. W adaptacjach Disneya prowadzi ogród, w którym uprawia warzywa. Jest mądry oraz umie pisać i czytać (jednak w filmie Niezwykła przygoda Kubusia Puchatka nie potrafi czytać).
W Kubusiowych opowieściach i dwóch odcinkach serialu Nowe przygody Kubusia Puchatka jego przyjaciółką jest ptaszynka o imieniu Kessie, którą uratował z zamieci śnieżnej i wychował jak własną córeczkę. Królik ma też wielu krewnych i znajomych, są to m.in.: jeże, chrabąszcze, myszy czy inne króliki.
Jego największymi wrogami są gąsienice zjadające warzywa oraz ptaki (np. wrony). Nie lubi brykania Tygrysa, gdyż często niszczy mu ogród, Gofer też jest u niego niepożądanym gościem, gdyż drąży tunele na terenie ogródka.
Mieszka w norze niedaleko Kangurzycy.

## Występy
Pojawił się po raz pierwszy w rozdziale drugim, w którym daje Puchatkowi miód, a później próbuje wyciągnąć go z norki. W produkcjach Disneya pojawił się po raz pierwszy w filmie Kubuś Puchatek i miododajne drzewo.

## Dubbing
We wszystkich wcześniejszych wersjach filmowych głosu użyczał mu zmarły w kwietniu 2011 roku Ryszard Nawrocki, w serialu Kubusiowe przygódki Wojciech Machnicki, a w filmie Krzysiu, gdzie jesteś? Stefan Knothe, w wersji ang. Junius Matthews, a później Ken Sansom.